# Yiddish Glory: The Lost Songs of World War II

Yiddish Glory: The Lost Songs of World War II est un album musical de 2018, créé par le label Six Degrees Records composé de chansons juives en yiddish écrites pendant la Seconde Guerre mondiale et dans le cadre de l'Holocauste. Il a été nommé pour la 61e cérémonie annuelle des Grammy Awards,,,.

## Histoire
Une équipe de collectionneurs et de musicographes, réunie autour de Moisei Beregovsky, ethnomusicologue juif russe et spécialiste du yiddish, a collecté des centaines de chansons juives au cours des années 1930-1940, et prévoyait d'en publier une anthologie. Cependant, lors de l'explosion d'antisémitisme soviétique d'après-guerre, Beregovsky fut reconnu coupable de « nationalisme juif » et envoyé au Goulag. Heureusement, ses archives, confisquées, ont été rendues à sa femme.
La collection d'enregistrements sur cylindres de cire, dont 600 ont été réalisés par Beregovsky, a été pillée par les nazis, mais restituée après la guerre. Cependant, lorsque le Cabinet de la culture juive de l'Académie des sciences d'Ukraine a été liquidé, les enregistrements ont disparu et on pensait qu'ils avaient été détruits. Dans les années 1990, les cylindres de cire de Beregovsky ont été découverts et catalogués par la Bibliothèque nationale Vernadsky d'Ukraine. À partir des années 1980 et plus tard, grâce à de nouvelles découvertes, ses collections ont été publiées et rééditées, et de nombreux morceaux sont entrés dans le répertoire des musiciens klezmer,.
Anna Shternshis, professeure en études yiddish et directrice du Centre Anne Tanenbaum d'études juives à l'Université de Toronto, retravaille les archives papier de Beregovsky ; Yiddish Glory est le résultat de ce long travail qu'elle a mené plusieurs années durant en collaboration avec le chanteur et chercheur Pavel Lion, mieux connu sous le nom de Psoy Korolenko. Dans le cas de a plupart des chansons sélectionnées liées à l'Holocauste, l'on ne disposait que des paroles ; les mélodies ont été suggérées par Sergei Erdenko.

## Liste des pistes
(Extrait du site Web de Six Degrees Records) :
- « Afn Hoykhn Barg » – Sur la haute montagne ;
  - Une chanson satirique, dont les paroles sont écrites par Veli Shargorodskii, sur l'expérience de guerre d'un soldat juif en 1943-1944 ; elle se termine par les mots « Hitler is kaput ! » (« Hitler est fini ! », une phrase apprise par cœur par tous les Soviétiques à la fin de la guerre, car c'est ce que les Allemands qui capitulaient répétaient comme un mantra[2]).
- « Shpatsir in Vald » – Une promenade dans la forêt ;
- « Yoshke fun Odes » – Yoshke d'Odessa ;
- « Kazakhstan » ;
  - Beaucoup de civils soviétiques se retrouvent en Asie centrale, dont 1,4 million de Juifs (250 000 d'entre eux au Kazakhstan[2]), où, sur leurs nouveaux lieux de travail, ils rencontraient les Juifs envoyés au Goulag. La chanson parle de l'expérience éternelle de l'exil juif[4]. Pour cette chanson, Erdenko a composé l'unique mélodie nouvelle de l'album, combinant les styles musicaux rom, yiddish et roumain[2].
- « Mayn Pulemyot » – Ma mitrailleuse ;
  - La fierté d'un soldat juif de voir sa mitrailleuse tuer les Allemands[2] ;
- « Shelakhmones Hitlern » – Cadeaux de Pourim pour Hitler ;
  - Compare Hitler à Haman, le méchant de Pourim[2] ;
- « Taybls Briv » – Lettre de Taybl à son mari au front ;
- « Misha Tserayst Hitlers Daytchland » – Misha déchire l'Allemagne d'Hitler ;
- « Chuvasher Tekhter » – Les filles de Tchouvachie, paroles de Sonya Roznberg, 1942 ;
- « Mames Gruv » – La tombe de ma mère ;
  - La chanson d'un enfant qui visite la tombe de sa mère qui a péri dans l'Holocauste[4].
- « Babi Yar » ;
  - À propos du massacre de Babi Yar. La chanson est celle d'un soldat juif (l'un des cinq cent mille soldats ayant servi dans l'armée soviétique) qui revient à Kiev et apprend que toute sa famille a été massacrée[4].
- « Tulchin » ;
  - Toultchyn était sous administration roumaine pendant l'Holocauste. La chanson a été écrite par un enfant de 10 ans qui a perdu sa famille dans le ghetto de Toultchyn[1].
- « Shturemvind » – Un vent de tempête ;
- « Fir Zin » – Quatre fils ;
- Reprise de « Kazakhstan » ;
- « Nitsokhn Lid » - Chanson de la victoire ;
- « Homens Mapole » – La défaite d'Haman ;
- « Tsum Nayem Yor 1944 » – Bonne année 1944.

## Interprètes
(Selon la page Web Six Degrees Records) :
- Psoy Korolenko, auteur-compositeur-interprète russo-américain ;
- Sergei Erdenko, violoniste rom, collaborateur de Yehudi Menuhin et fondateur du groupe musical rom Loyko (ru) ;
- Artur Gorbenko, violoniste, pianiste, compositeur pour le cinéma et les programmes de télévision, et ancien premier violon du Conservatoire de Leningrad ;
- Mikhail Savichev, guitariste classique et rom, diplômé du Conservatoire russe de Novossibirsk, membre du groupe Loyko avant de déménager en Espagne pour étudier sous le mentorat de Paco de Lucia ;
- Sophie Milman, chanteuse de jazz lauréate du prix Juno[9] ;
- Alexander Sevastian, accordéoniste du Quartetto Gelato ;
- Shalom Bard, clarinettiste à l'Orchestre symphonique de Toronto, chef d'orchestre de son orchestre symphonique de jeunes et ancien clarinettiste principal à l'Orchestre philharmonique d'Israël ;
- David Buchbinder, trompettiste, compositeur et producteur lauréat du prix Juno, fondateur d'Odessa/Havana et directeur artistique du New Canadian Global Music Orchestra ;
- Sasha Lurje, chanteuse yiddish ;
- Isaac Rosenberg (fils de Shternshis et Rosenberg[10]), âgé de 12 ans au début du projet ; interprète trois chansons[11], dont une musique écrite par un orphelin juif de dix ans dont les parents ont péri pendant l'Holocauste[1] ;
- Anna Shternshis, professeure en études yiddish et directrice du Centre Anne Tanenbaum d'études juives à l'Université de Toronto.

Le producteur et la personne qui a réuni le groupe est Daniel Rosenberg.